# Михайло Ренжин
Михайло Ренжин (1 січня 1978) — ізраїльський гірськолижник. Народився в Латвії. Представляв  Ізраїль на зимових Олімпійських іграх 2006 та 2010 років.